# Приближение почти свободных электронов
Приближение почти свободных электронов — метод в квантовой теории твёрдого тела, в котором периодический потенциал кристаллической решётки считается малым возмущением относительно свободного движения валентных электронов. 
Приближение почти свободных электронов предусматривает возникновение узких запрещённых зон в результате брегговской дифракции электронов на периодическом потенциале кристаллической решётки.

## Математическая формулировка
Гамильтониан, что описывает движение электрона в потенциальном поле ядер атомов в приближении среднего поля задаётся формулой
{\displaystyle {\hat {H}}=-{\frac {\hbar ^{2}}{2m}}\Delta +V(\mathbf {r} )},
где {\displaystyle \hbar } — постоянная Планка, m — масса электрона,{\displaystyle V(\mathbf {r} )} — периодический потенциал, который учитывает взаимодействие электрона с кристаллической решёткой и другими электронами. 
Волновую функцию электрона, которая должна удовлетворять теореме Блоха, можно искать в виде разложения в ряд Фурье
{\displaystyle \psi _{\mathbf {k} }=e^{i\mathbf {k} \cdot \mathbf {r} }\sum _{\mathbf {G} }a_{\mathbf {k} +\mathbf {G} }e^{i\mathbf {G} \cdot \mathbf {r} }},
где {\displaystyle \mathbf {k} } — волновой вектор, {\displaystyle \mathbf {G} } — вектор обратной решётки.
Если потенциал {\displaystyle V(\mathbf {r} )} малый по величине по сравнению с кинетической энергией электрона, то движение электронов можно считать почти свободным. Энергия электрона задаётся формулой
{\displaystyle E={\frac {\hbar ^{2}k^{2}}{2m}}.}
Эта формула справедлива всюду в зоне Бриллюэна, кроме того случая, когда волновая функция поступательного движения электрона будет интерферировать с волной, рассеянной на периодическом потенциале. Такая ситуация складывается тогда, когда {\displaystyle \mathbf {k} \approx \mathbf {G} /2}. В этой области волновых векторов используется приближение, согласно которому амплитуды прямой и рассеянной волны определяются системой уравнений:
{\displaystyle \left({\frac {\hbar ^{2}k^{2}}{2m}}-E\right)a_{\mathbf {k} }+V_{\mathbf {-G} }a_{\mathbf {k} -\mathbf {G} }=0},
{\displaystyle \left({\frac {\hbar ^{2}(\mathbf {k} -\mathbf {G} )^{2}}{2m}}-E\right)a_{\mathbf {k} -\mathbf {G} }+V_{\mathbf {G} }a_{\mathbf {k} }=0},
где {\displaystyle V_{\mathbf {G} }} — коэффициенты разложения потенциала в ряд Фурье. Эта система уравнений имеет нетривиальное решение при выполнении условия
{\displaystyle \left({\frac {\hbar ^{2}k^{2}}{2m}}-E\right)\left({\frac {\hbar ^{2}(\mathbf {k} -\mathbf {G} )^{2}}{2m}}-E\right)-V_{\mathbf {G} }V_{\mathbf {-G} }=0},
что задаёт закон дисперсии электронных состояний на границе зоны Бриллюэна. Непосредственно на границе ({\displaystyle \mathbf {k} \cdot \mathbf {G} =\mathbf {G} ^{2}/2})
{\displaystyle E={\frac {\hbar ^{2}G^{2}}{8m}}\pm |V_{\mathbf {G} }|}.
В промежутке энергий между {\displaystyle E={\frac {\hbar ^{2}G^{2}}{8m}}-|V_{\mathbf {G} }|} и {\displaystyle E={\frac {\hbar ^{2}G^{2}}{8m}}+|V_{\mathbf {G} }|} электронных уровней нет, чем определяется существование узкой запрещённой зоны.